# Wouter Jolie
Wouter Jolie, född den 7 juli 1985 i Naarden, Nederländerna, är en nederländsk landhockeyspelare.
Han tog OS-silver i herrarnas landhockeyturnering i samband med de olympiska landhockeytävlingarna 2012 i London.